# Кухново
Кухново — деревня в Опочецком районе Псковской области. Входит в состав Глубоковской волости.
Расположена к востоку от озера Кудо, в 26 км к востоку от города Опочка и в 12 км к северу от волостного центра, деревни Глубокое.
Численность населения по состоянию на 2000 год составляла 10 человек.
До 2005 года деревня входила в состав ныне упразднённой Норкинской волости.